# Arméns jägarskola
Arméns jägarskola (JS) var ett jägarförband inom svenska armén som verkade åren 1945–1975. Förbandsledningen var förlagd i Kiruna garnison i Kiruna.

## Historik
Arméns jägarskola har sitt ursprung i den skidlöparbataljon som sattes upp den 5 oktober 1910 i Bodens garnison, som Norrbottens regementes IV. bataljon. År 1943 antog bataljonen namnet Norrbottens regementes jägarbataljon i Kiruna (I 19 K). Den 1 juli 1945 avskiljdes bataljonen från Norrbottens regemente (I 19) och bildade Arméns jägarskola (AJS). Dock hade man gemensam chef med Kiruna försvarsområde (Fo 66). Den 1 februari 1946 justerades skolans beteckning till JS.
År 1951 föreslog regeringen för riksdagen en begränsning av arméns fredsorganisation, vilken bland annat innebar att Arméns jägarskola (JS) skulle omlokaliseras. Bakom förslaget låg 1949 års försvarsutredning, vilken föreslog att jägarskolan skulle omlokaliseras till Bodens garnison, för att där bli en del av Norrbottens regemente. Chefen för armén bistod förslaget och menade samtidigt att utbildningsförhållandena var bättre i Boden jämfört med Kiruna. Det på grund arméchefen ansåg det önskvärt att bedriva jägarutbildningen i östra Norrbotten, då Kiruna saknade den typiska norrländska skogsterrängen. Vidare menade arméchefen att jägarskolans förläggningen byggde på det strategiska läget under andra världskriget, då det fanns ett krav och behov av utbildning i fjällterräng. Arméchefen menade även på att Kirunaetablissementet inte motsvarade den önskade ökade värnpliktskontingent för utbildning av fri jägarverksamhet. Arméchefen föreslog att jägarskolan skulle förläggas i det etablissementet som blev ledigt i Boden, i samband med att Norrbottens artillerikår (A 5) sammanslogs med Bodens artilleriregemente (A 8). Vidare föreslogs jägarskolan att anta namnet Norrbottens regementes jägarbataljon. Någon tidpunkt för en omlokalisering föreslogs inte i propositionen, utan istället skulle en tidpunkt för en omlokalisering bestämmas vid ett senare tillfälle, det när det fanns förutsättningar för en omlokalisering.
Något vidare förslag om omlokalisering kom inte, utan istället föreslog regeringen för riksdagen 1954 att försvarsområdesbefälhavaren skulle befrias från chefskapet över jägarskolan. Istället skulle chefen för jägarskolan utgöras av den major som var chef för jägarskolans utbildningsförband. År 1955 avskiljdes skolans stab från försvarsområdets och fick med det egen chef.
En flytt av jägarskolan återkom vid 1955 års riksdag, då arméchefen menade på att utbildning för strid och spaning så långt möjligt skulle samordnas vid arméns jägarförband. Utbildningen av fördelningsjägarkompanierna för södra och mellersta Sverige föreslogs förläggas till Livregementets husarer (K 3) i Skövde garnison. Utbildningen av jägarskvadronerna, avsedda för jägarkompanier samt de självständiga jägarförbanden i norra Sverige, föreslogs förläggas till ett jägarcentrum i Umeå garnison. Därmed föreslogs att jägarskolan skulle omlokaliseras till Umeå, dock var en flytt till Umeå avhängd på att nya förläggningsutrymmen tillfördes infanteriet i Umeå. Därmed kom inte regeringen eller riksdags ta någon ställning i frågan gällande en flytt av jägarskolan, utan istället sköts frågan på framtiden fram till att frågan om arméns förläggningsutrymmen var löst.
I samband med OLLI-reformen, vilken genomfördes inom försvaret åren 1973–1975, bildades A-förband samt B-förband. A-förbanden var regementen som tillfördes ansvaret för ett försvarsområde, och med det blev ett försvarsområdesregemente. Försvarsområdesregementet tillfördes samtidigt mobiliserings- och materialansvaret inom försvarsområdet, och B-förbanden svarade endast som ett utbildningsförband. I Kungl, Maj:ts proposition 1974:135 ansåg överbefälhavaren att det i även fortsättningen skulle finnas en försvarsområdesstab i Kiruna, i syfte krig leda underställda förband på det sätt som gäller för rörliga staber på denna nivå. Därmed föreslog en sammanslagning av Arméns jägarskola och försvarsområdesstaben. Genom överbefälhavarens förslag föreslog Chefen för armén att Arméns jägarskola efter integration med staben för Kiruna försvarsområde (Fo 66) skulle få namnet Lapplands jägarregemente (I 22). Den 1 juli 1975 bildades försvarsområdesregementet Lapplands jägarregemente (I 22/Fo 66). Detta medförde att Lapplands jägarregemente blev ett A-förband, och fick det samlade mobiliserings- och materialansvaret som ensamt förband inom Kiruna försvarsområde.

## Förläggningar och övningsplatser
Vid Sovjetunionens angrepp på Finland den 30 november 1939 kom bataljonen att grupperas till Övertorneå, där den var förlagd under resterande del av vinterkriget. Bataljonen kom senare vid Nazityskland angrepp mot Norge den 9 april 1940 (se: Operation Weserübung) att förlägga huvuddelen av bataljonen till Abisko, och en del av bataljonens plutoner till Sjangeli samt Riksgränsen, där man kom att tjänstgöra fram till krigsslutet 1945. År 1943 omlokaliserades bataljonsstaben till Kiruna. I samband med att IV. bataljonen vid Norrbottens regemente omorganiserades till Arméns jägarskola, uppfördes 1945 för jägarskolan ett kasernetablissement i stadsdelen Östermalm i Kiruna. Etablissementet uppfördes efter 1940 års militära byggnadsutrednings fastställda typritningar. Totalt uppfördes ett 50-tal byggnader.

## Förbandschefer
Åren 1945–1955 hade Arméns jägarskola gemensam chef och stab med Kiruna försvarsområde, där försvarsområdesbefälhavaren hade det yttersta befälet. Förbandschefen för Arméns jägarskola titulerades skolchef och hade tjänstegraden major.

- 1945–1948: Major Gösta Wetterhall
- 1948–1952: Major Erik Lundholm
- 1952–1958: Major Bengt Brodin [11]
- 1958–1962: Major Sven Körlof
- 1962–1966: Major Jens Bögvad [12]
- 1966–1966: Major Börje Wictorsson [13]
- 1966–1975: Major Åke Clarence Jonsson [d]

## Namn, beteckning och förläggningsort
| Arméns jägarskola | 1945-07-01 | – | 1975-06-30 |

| AJS | 1945-07-01 | – | 1946-01-31 |
| JS  | 1946-02-01 | – | 1975-06-30 |

| Kiruna garnison (F)     | 1945-07-01 | – | 1975-06-30 |
| Sakkaravaaraområdet (Ö) | 1948-??-?? | – | 1975-06-30 |